# Henry Akin
Henry T. Akin (Detroit, Míchigan, 31 de julio de 1944-Kirkland, 16 de febrero de 2020) fue un baloncestista estadounidense que disputó dos temporadas en la NBA y una más en la ABA. Con 2,08 metros de altura, lo hacía en la posición de pívot.
Falleció a los setenta y cinco años en el centro de cuidados paliativos EvergreenHealth en Kirkland (Washington)  a causa de una insuficiencia renal y problemas cardiacos que padecía.

## Trayectoria deportiva

### Universidad
Jugó durante dos temporadas con los Eagles de la Universidad Estatal de Morehead, en las que promedió 20,4 puntos y 12,0 rebotes por partido. En 1964 fue incluido en el mejor quinteto del torneo de la Ohio Valley Conference.

### Profesional
Fue elegido en la decimoprimera posición del Draft de la NBA de 1966 por New York Knicks, donde jugó una temporada sin contar apenas para su entrenador, Dick McGuire, dando minutos de descanso a los titulares Willis Reed y Walt Bellamy. Promedió 3,8 puntos y 2,4 rebotes por partido.
Antes del comienzo de la temporada 1967-68, tras no ser protegido por su equipo, entró en el draft de expansión por la incorporación de nuevos equipos a la liga, siendo elegido por los Seattle SuperSonics. En los Sonics tuvo incluso menos protagonismo que en los Knicks, acabando el año con unos pobres 3,1 puntos y 1,6 rebotes por partido.
Tras no renovar el contrato, probó fortuna con los Kentucky Colonels de la desaparecida liga ABA, pero solo jugó dos partidos en los que apenas consiguió 4 puntos antes de ser despedido, optando por retirarse definitivamente.

## Estadísticas de su carrera en la NBA y la ABA

### Temporada regular
| Temporada | Edad | Equipo              | Liga  | P  | TIT | MIN  | TC  | TCA | %TC  | 3P  | 3PA | %3P  | TL  | TLA | %TL  | R.OF. | R.DEF. | REB | ASIS | ROB | TAP | PER | FP  | PTS |
| 1966-67   | 22   | New York Knicks     | NBA   | 50 |     | 9.1  | 1.7 | 4.6 | .361 |     |     |      | 0.5 | 0.7 | .703 |       |        | 2.4 | 0.5  |     |     |     | 1.6 | 3.8 |
| 1967-68   | 23   | Seattle SuperSonics | NBA   | 36 |     | 7.2  | 1.3 | 3.8 | .336 |     |     |      | 0.6 | 0.9 | .645 |       |        | 1.6 | 0.4  |     |     |     | 1.3 | 3.1 |
| 1968-69   | 24   | Kentucky Colonels   | ABA   | 2  |     | 12.5 | 0.5 | 2.0 | .250 | 0.0 | 1.0 | .000 | 1.0 | 1.5 | .667 | 0.0   | 2.0    | 2.0 | 0.5  |     |     | 2.0 | 0.0 | 2.0 |
| Total     |      |                     | TOTAL | 88 |     | 8.4  | 1.5 | 4.2 | .350 | 0.0 | 1.0 | .000 | 0.5 | 0.8 | .676 | 0.0   | 2.0    | 2.1 | 0.5  |     |     | 2.0 | 1.5 | 3.5 |
|           |      |                     | NBA   | 86 |     | 8.3  | 1.5 | 4.3 | .351 |     |     |      | 0.5 | 0.8 | .676 |       |        | 2.1 | 0.5  |     |     |     | 1.5 | 3.5 |
|           |      |                     | ABA   | 2  |     | 12.5 | 0.5 | 2.0 | .250 | 0.0 | 1.0 | .000 | 1.0 | 1.5 | .667 | 0.0   | 2.0    | 2.0 | 0.5  |     |     | 2.0 | 0.0 | 2.0 |

### Playoffs
| Temporada | Edad | Equipo          | Liga | P | MIN | TCA | TC | 3PA | 3P | TLA | TL | R.OF. | REB | ASIS | ROB | TAP | PER | FP | PTS | %TC  | %3P | %FT  | MIN | PTS | REB | AST |
| 1967-68   | 22   | New York Knicks | NBA  | 2 | 16  | 1   | 7  |     |    | 1   | 2  |       | 8   | 0    |     |     |     | 3  | 3   | .143 |     | .500 | 8.0 | 1.5 | 4.0 | 0.0 |
| Total     |      |                 | NBA  | 2 | 16  | 1   | 7  |     |    | 1   | 2  |       | 8   | 0    |     |     |     | 3  | 3   | .143 |     | .500 | 8.0 | 1.5 | 4.0 | 0.0 |